# Grand Prix automobile d'Allemagne 2016
GP précédent GP suivant
Le Grand Prix automobile d'Allemagne 2016 (2016 Großer Preis von Deutschland), disputé le 31 juillet 2016 sur le circuit d'Hockenheim, est la 947e épreuve du championnat du monde de Formule 1 courue depuis 1950. Il s'agit de la soixante-deuxième édition du Grand Prix d'Allemagne comptant pour le championnat du monde de Formule 1 et de la douzième manche du championnat 2016. Le Grand Prix d'Allemagne revient au calendrier après avoir été annulé en 2015 et se dispute pour la trente-cinquième fois à Hockenheim où les Formule 1 ont couru en alternance avec le Nürburgring depuis 1970.
Nico Rosberg domine toutes les séances d'essais et, bien que  Lewis Hamilton l'ait devancé en Q1 puis en Q2, l'Allemand, qui évolue devant son public, a le dernier mot lors de sa dernière tentative dans la troisième phase des qualifications. À 221,443 km/h de moyenne, il devance son coéquipier de 107 millièmes de seconde. Pour la septième fois de la saison, les Mercedes s'installent en première ligne. Rosberg obtient la vingt-septième pole position de sa carrière, sa cinquième de l'année. Comme à Budapest une semaine plus tôt, les Red Bull de Daniel Ricciardo qui précède encore Max Verstappen occupent la deuxième ligne. Sur la troisième ligne, Kimi Räikkönen s'est montré plus rapide que son coéquipier Sebastian Vettel. La quatrième ligne est occupée par Nico Hülkenberg et Valtteri Bottas.
Lewis Hamilton aborde la trêve estivale de la Formule 1 en position de force en remportant à Hockenheim sa sixième victoire en sept courses, sa quatrième consécutive et la quarante-neuvième de sa carrière, à désormais deux succès du total atteint par Alain Prost au deuxième rang du palmarès des vainqueurs de Grand Prix. Le Britannique passe les soixante-sept tours de l'épreuve en tête sans jamais être inquiété, ressortant devant à chacun de ses deux arrêts au stand, grâce à un départ parfait qui lui a permis de prendre les devants à l'extinction des feux rouges. Également débordé par les Red Bull RB12 au départ, Nico Rosberg finit derrière elles à l'arrivée, Daniel Ricciardo précédant Max Verstappen sur le podium. L'Allemand termine quatrième en raison d'une pénalité de cinq secondes pour avoir poussé Verstappen hors de la piste alors qu'il tentait de remonter. La pénalité s'est par ailleurs transformée en huit secondes d'immobilisation au stand à cause d'une erreur de chronométrage de Mercedes. Si Sebastian Vettel dépasse Kimi Räikkönen au départ, les Ferrari sont incapables de rivaliser avec les voitures qui les précèdent et passent sous le drapeau à damiers cinquième et sixième. Nico Hülkenberg se classe septième ; Jenson Button, Valtteri Bottas et Sergio Pérez finissent dans les points à un tour du vainqueur.
Au championnat du monde, Hamilton (217 points) possède désormais 19 points d'avance sur Rosberg (198 points). Ricciardo consolide sa troisième place (133 points) devant Räikkönen (122 points). Vettel (120 points) reste cinquième devant Max Verstappen (115 points) ; suivent Bottas (58 points), Pérez (48 points) et Massa (38 points). Mercedes mène le championnat constructeurs avec 415 points tandis que Red Bull Racing ravit la deuxième place (256 points) à Ferrari (242 points) ; suivent Williams (96 points) et Force India (81 points) qui précèdent Scuderia Toro Rosso (45 points), McLaren (41 points), Haas (28 points), Renault (6 points) et Manor (1 point).

## Contexte avant le Grand Prix

### Libération des communications radio
Les membres du groupe stratégique de la Formule 1, réunis à Genève le 28 juillet 2016, sont revenus sur les restrictions mises en pratique cette saison concernant ce que le stand est autorisé à signaler à son pilote durant la course. La situation antérieure est rétablie et les communications radio sont désormais totalement libérées à l'exception du tour de formation.
Lors du tour de formation, les pilotes ne peuvent pas recevoir de recommandations de leur ingénieur de piste, notamment sur la façon de régler leur embrayage pour le départ De son côté, la Formula One Administration a désormais un accès illimité aux communications radio des écuries et pourra diffuser en direct tout message à tout moment, des essais libres à la course.

### Pas de changement de pneus sous drapeau rouge
Lors de la même réunion, le groupe stratégique instaure une nouvelle règle qui interdit les changements de pneus lorsque la course est interrompue sous drapeau rouge. Les pilotes ne peuvent ainsi plus ainsi bénéficier d'un arrêt au stand « gratuit ».

### Départs arrêtés sous la pluie
Le groupe stratégique de la Formule 1 instaure une nouvelle procédure lors des départs sur piste détrempée. Un premier départ est donné derrière la voiture de sécurité pour un nombre de tours nécessaires à l'assèchement de la trajectoire. Dès que la piste est estimée praticable, les pilotes se rangent sur la grille de départ sans changer de pneus et un second départ, arrêté, est donné ; c'est la fin des courses lancées après plusieurs tours derrière la voiture de sécurité en cas de pluie.

### Fin des pénalités pour dépassement des limites de la piste
Le groupe stratégique de la Formule 1 adopte une règle, non appliquée à Hockenheim afin que la FIA puisse juger des conséquences, concernant le franchissement des limites de la piste. Désormais, les pilotes peuvent désormais sortir à plusieurs reprises des limites de la piste sans être pénalisés. Avant l'application de cette décision, une sortie totale des limites provoquait un avertissement et le pilote était pénalisé après avoir reçu trois avertissements.

## Pneus disponibles
| Pneus pour piste sèche | Pneus pour piste sèche | Pneus pour piste sèche | Pneus pluie    | Pneus pluie |
| ---------------------- | ---------------------- | ---------------------- | -------------- | ----------- |
| Super tendres          | Tendres                | Medium                 | Intermédiaires | Pluie       |

## Essais libres

### Première séance, le vendredi de 10 h à 11 h 30
| Pos. | Pilote           | Voiture            | Chrono         | Écart     |
| ---- | ---------------- | ------------------ | -------------- | --------- |
| 1    | Nico Rosberg     | Mercedes           | 1 min 15 s 517 |           |
| 2    | Lewis Hamilton   | Mercedes           | 1 min 15 s 843 | + 0 s 326 |
| 3    | Sebastian Vettel | Ferrari            | 1 min 16 s 667 | + 1 s 150 |
| 4    | Kimi Räikkönen   | Ferrari            | 1 min 16 s 852 | + 1 s 335 |
| 5    | Max Verstappen   | Red Bull-TAG Heuer | 1 min 16 s 927 | + 1 s 410 |
| 6    | Daniel Ricciardo | Red Bull-TAG Heuer | 1 min 17 s 089 | + 1 s 572 |

- Esteban Ocon, pilote-essayeur chez Renault F1 Team, remplace Jolyon Palmer lors de cette séance d'essais.
- Charles Leclerc, pilote-essayeur chez Haas F1 Team, remplace Esteban Gutiérrez lors de cette séance d'essais.

### Deuxième séance, le vendredi de 14 h à 15 h 30
| Pos. | Pilote           | Voiture            | Chrono         | Écart     |
| ---- | ---------------- | ------------------ | -------------- | --------- |
| 1    | Nico Rosberg     | Mercedes           | 1 min 15 s 614 |           |
| 2    | Lewis Hamilton   | Mercedes           | 1 min 16 s 008 | + 0 s 394 |
| 3    | Sebastian Vettel | Ferrari            | 1 min 16 s 208 | + 0 s 594 |
| 4    | Max Verstappen   | Red Bull-TAG Heuer | 1 min 16 s 456 | + 0 s 842 |
| 5    | Daniel Ricciardo | Red Bull-TAG Heuer | 1 min 16 s 490 | + 0 s 876 |
| 6    | Kimi Räikkönen   | Ferrari            | 1 min 16 s 512 | + 0 s 898 |

### Troisième séance, le samedi de 10 h à 11 h
| Pos. | Pilote           | Voiture            | Chrono         | Écart     |
| ---- | ---------------- | ------------------ | -------------- | --------- |
| 1    | Nico Rosberg     | Mercedes           | 1 min 15 s 738 |           |
| 2    | Lewis Hamilton   | Mercedes           | 1 min 15 s 795 | + 0 s 057 |
| 3    | Daniel Ricciardo | Red Bull-TAG Heuer | 1 min 15 s 837 | + 0 s 099 |
| 4    | Kimi Räikkönen   | Ferrari            | 1 min 15 s 902 | + 0 s 164 |
| 5    | Sebastian Vettel | Ferrari            | 1 min 16 s 104 | + 0 s 366 |
| 6    | Max Verstappen   | Red Bull-TAG Heuer | 1 min 16 s 182 | + 0 s 444 |

## Séance de qualifications

### Résultats des qualifications
| Pos.                                                                                      | Pilote            | Écurie               | Qualifications 1 | Qualifications 2 | Qualifications 3 |
| ----------------------------------------------------------------------------------------- | ----------------- | -------------------- | ---------------- | ---------------- | ---------------- |
| 1                                                                                         | Nico Rosberg      | Mercedes             | 1 min 15 s 485   | 1 min 14 s 839   | 1 min 14 s 363   |
| 2                                                                                         | Lewis Hamilton    | Mercedes             | 1 min 15 s 243   | 1 min 14 s 748   | 1 min 14 s 470   |
| 3                                                                                         | Daniel Ricciardo  | Red Bull-TAG Heuer   | 1 min 15 s 591   | 1 min 15 s 545   | 1 min 14 s 726   |
| 4                                                                                         | Max Verstappen    | Red Bull-TAG Heuer   | 1 min 15 s 875   | 1 min 15 s 124   | 1 min 14 s 834   |
| 5                                                                                         | Kimi Räikkönen    | Ferrari              | 1 min 15 s 752   | 1 min 15 s 242   | 1 min 15 s 142   |
| 6                                                                                         | Sebastian Vettel  | Ferrari              | 1 min 15 s 927   | 1 min 15 s 630   | 1 min 15 s 315   |
| 7                                                                                         | Nico Hülkenberg   | Force India-Mercedes | 1 min 16 s 301   | 1 min 15 s 623   | 1 min 15 s 510   |
| 8                                                                                         | Valtteri Bottas   | Williams-Mercedes    | 1 min 15 s 952   | 1 min 15 s 490   | 1 min 15 s 530   |
| 9                                                                                         | Sergio Pérez      | Force India-Mercedes | 1 min 16 s 169   | 1 min 15 s 699   | 1 min 15 s 537   |
| 10                                                                                        | Felipe Massa      | Williams-Mercedes    | 1 min 16 s 503   | 1 min 15 s 699   | 1 min 15 s 615   |
| 11                                                                                        | Esteban Gutiérrez | Haas-Ferrari         | 1 min 15 s 987   | 1 min 15 s 883   |                  |
| 12                                                                                        | Jenson Button     | McLaren-Honda        | 1 min 16 s 172   | 1 min 15 s 909   |                  |
| 13                                                                                        | Carlos Sainz Jr.  | Toro Rosso-Ferrari   | 1 min 16 s 317   | 1 min 15 s 989   |                  |
| 14                                                                                        | Fernando Alonso   | McLaren-Honda        | 1 min 16 s 338   | 1 min 16 s 041   |                  |
| 15                                                                                        | Romain Grosjean   | Haas-Ferrari         | 1 min 16 s 328   | 1 min 16 s 086   |                  |
| 16                                                                                        | Jolyon Palmer     | Renault              | 1 min 16 s 636   | 1 min 16 s 665   |                  |
| 17                                                                                        | Kevin Magnussen   | Renault              | 1 min 16 s 716   |                  |                  |
| 18                                                                                        | Pascal Wehrlein   | Manor-Mercedes       | 1 min 16 s 717   |                  |                  |
| 19                                                                                        | Daniil Kvyat      | Toro Rosso-Ferrari   | 1 min 16 s 876   |                  |                  |
| 20                                                                                        | Rio Haryanto      | Manor-Mercedes       | 1 min 16 s 977   |                  |                  |
| 21                                                                                        | Felipe Nasr       | Sauber-Ferrari       | 1 min 17 s 123   |                  |                  |
| 22                                                                                        | Marcus Ericsson   | Sauber-Ferrari       | 1 min 17 s 238   |                  |                  |
| Temps minimal à réaliser pour la qualification : 1 min 20 s 510 (107 % de 1 min 15 s 243) |                   |                      |                  |                  |                  |

### Grille de départ du Grand Prix
- Romain Grosjean, auteur du quinzième temps, est pénalisé d'un recul de cinq places sur la grille de départ à cause d'un changement de sa boîte de vitesses après les essais libres. Il s'élance vingtième[9] ;
- Carlos Sainz Jr., auteur du treizième temps, recule de trois places pour avoir gêné Felipe Massa lors de la Q2. Il part du quinzième rang[9] ;
- Nico Hülkenberg, auteur du septième temps, est rétrogradé d'une place pour avoir utilisé un train de pneus non autorisé lors de la phase Q1[9].

## Course

### Classement de la course
| Pos. | no | Pilote            | Écurie               | Tours | Temps/Abandon                            | Grille | Points |
| ---- | -- | ----------------- | -------------------- | ----- | ---------------------------------------- | ------ | ------ |
| 1    | 44 | Lewis Hamilton    | Mercedes             | 67    | 1 h 30 min 44 s 200 (202,647 km/h)       | 2      | 25     |
| 2    | 3  | Daniel Ricciardo  | Red Bull-TAG Heuer   | 67    | + 6 s 996                                | 3      | 18     |
| 3    | 33 | Max Verstappen    | Red Bull-TAG Heuer   | 67    | + 13 s 413                               | 4      | 15     |
| 4    | 6  | Nico Rosberg      | Mercedes             | 67    | + 15 s 845 (dont 5 secondes de pénalité) | 1      | 12     |
| 5    | 5  | Sebastian Vettel  | Ferrari              | 67    | + 32 s 570                               | 6      | 10     |
| 6    | 7  | Kimi Räikkönen    | Ferrari              | 67    | + 37 s 023                               | 5      | 8      |
| 7    | 27 | Nico Hülkenberg   | Force India-Mercedes | 67    | + 1 min 10 s 049                         | 8      | 6      |
| 8    | 22 | Jenson Button     | McLaren-Honda        | 66    | + 1 tour                                 | 12     | 4      |
| 9    | 77 | Valtteri Bottas   | Williams-Mercedes    | 66    | + 1 tour                                 | 7      | 2      |
| 10   | 11 | Sergio Pérez      | Force India-Mercedes | 66    | + 1 tour                                 | 9      | 1      |
| 11   | 21 | Esteban Gutiérrez | Haas-Ferrari         | 66    | + 1 tour                                 | 11     |        |
| 12   | 14 | Fernando Alonso   | McLaren-Honda        | 66    | + 1 tour                                 | 13     |        |
| 13   | 8  | Romain Grosjean   | Haas-Ferrari         | 66    | + 1 tour                                 | 20     |        |
| 14   | 55 | Carlos Sainz Jr.  | Toro Rosso-Ferrari   | 66    | + 1 tour                                 | 15     |        |
| 15   | 26 | Daniil Kvyat      | Toro Rosso-Ferrari   | 66    | + 1 tour                                 | 18     |        |
| 16   | 20 | Kevin Magnussen   | Renault              | 66    | + 1 tour                                 | 16     |        |
| 17   | 94 | Pascal Wehrlein   | Manor-Mercedes       | 65    | + 2 tours                                | 17     |        |
| 18   | 9  | Marcus Ericsson   | Sauber-Ferrari       | 65    | + 2 tours                                | 22     |        |
| 19   | 30 | Jolyon Palmer     | Renault              | 65    | + 2 tours                                | 14     |        |
| 20   | 88 | Rio Haryanto      | Manor-Mercedes       | 65    | + 2 tours                                | 19     |        |
| Abd. | 12 | Felipe Nasr       | Sauber-Ferrari       | 57    | Perte de puissance                       | 21     |        |
| Abd. | 19 | Felipe Massa      | Williams-Mercedes    | 36    | Suspension                               | 10     |        |

### Pole position et record du tour
- Pole position :  Nico Rosberg (Mercedes) en 1 min 14 s 363 (221,433 km/h)[11].
- Meilleur tour en course :  Daniel Ricciardo (Red Bull - TAG Heuer) en 1 min 18 s 442 (209,918 km/h) au quarante-huitième tour[12].

### Tours en tête
- Lewis Hamilton : 67 tours (1-67)[13].

## Classements généraux à l'issue de la course
| Pos. | Pilote            | Écurie               | Points |
| ---- | ----------------- | -------------------- | ------ |
| 1er  | Lewis Hamilton    | Mercedes             | 217    |
| 2    | Nico Rosberg      | Mercedes             | 198    |
| 3    | Daniel Ricciardo  | Red Bull-TAG Heuer   | 133    |
| 4    | Kimi Räikkönen    | Ferrari              | 122    |
| 5    | Sebastian Vettel  | Ferrari              | 120    |
| 6    | Max Verstappen    | Red Bull-TAG Heuer   | 115    |
| 7    | Valtteri Bottas   | Williams-Mercedes    | 58     |
| 8    | Sergio Pérez      | Force India-Mercedes | 48     |
| 9    | Felipe Massa      | Williams-Mercedes    | 38     |
| 10   | Nico Hülkenberg   | Force India-Mercedes | 33     |
| 11   | Carlos Sainz Jr.  | Toro Rosso-Ferrari   | 30     |
| 12   | Romain Grosjean   | Haas-Ferrari         | 28     |
| 13   | Fernando Alonso   | McLaren-Honda        | 24     |
| 14   | Daniil Kvyat      | Toro Rosso-Ferrari   | 23     |
| 15   | Jenson Button     | McLaren-Honda        | 17     |
| 16   | Kevin Magnussen   | Renault              | 6      |
| 17   | Stoffel Vandoorne | McLaren-Honda        | 1      |
| 18   | Pascal Wehrlein   | Manor-Mercedes       | 1      |

| Pos. | Écurie               | Points |
| ---- | -------------------- | ------ |
| 1er  | Mercedes             | 415    |
| 2    | Red Bull-TAG Heuer   | 256    |
| 3    | Ferrari              | 242    |
| 4    | Williams-Mercedes    | 96     |
| 5    | Force India-Mercedes | 81     |
| 6    | Toro Rosso-Ferrari   | 45     |
| 7    | McLaren-Honda        | 42     |
| 8    | Haas-Ferrari         | 28     |
| 9    | Renault              | 6      |
| 10   | Manor-Mercedes       | 1      |

## Statistiques
Le Grand Prix d'Allemagne 2016 représente :
- la 27e pole position de Nico Rosberg[16] ;
- la 64e pole position de Mercedes Grand Prix en tant que constructeur[17] ;
- la 49e victoire de Lewis Hamilton, sa quatrième consécutive[18] ;
- la 56e victoire de Mercedes en tant que constructeur[19] ;
- la 142e victoire de Mercedes en tant que motoriste[20] ;
- le 100e départ en Grand Prix pour Daniel Ricciardo[21].

Au cours de ce Grand Prix :
- Emerson Fittipaldi (144 Grands Prix entre 1970 et 1980, champion du monde en 1972 et en 1974, 14 victoires, 6 pole positions, 6 meilleurs tours et 35 podiums, vainqueur de l'Indianapolis 500 en 1989 et 1993 et champion de CART en 1989) est nommé assistant des commissaires de course pour ce Grand Prix[22].
- Nico Rosberg passe la barre des 1400 points inscrits en Formule 1 (1407,5 points)[23] ;
- Daniel Ricciardo est élu « Pilote du jour » lors d'un vote organisé sur le site officiel de la Formule 1[24] ;